# Metro-tytöt

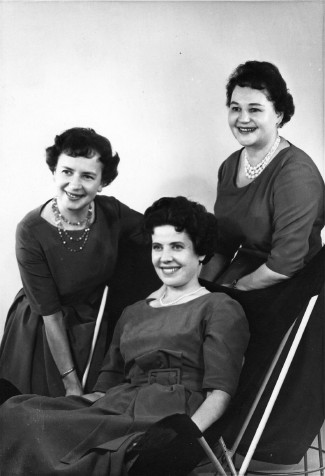
Metro-tytöt.

Metro-tytöt var en finländsk sånggrupp, bildad 1947-48. Gruppen bestod av syskonen Anna-Liisa och Hertta Väkeväinen samt deras kusin, Annikki Väkeväinen.
Ursprungligen dirigerades gruppen av Harry Bergström, men denne övergick 1950 till Kipparikvartetti. Efter att Annikki Väkeväinen gift sig och börjat uppträda som sopran, anslöt sig Tamara Hramova till gruppen. Efter detta började Metro-tytöt engagera sig i skivinspelningar och medverkade emellanåt i Henry Theels, Olavi Virtas och Matti Louhivuoris inspelningar. Metro-tytöt slutade turnera 1959 och gjorde sina sista skivinspelningar 1961. Totalt gjorde Metro-tytöt 209 skivinspelningar.